# 中华路街道 (保定市)
中华路街道，是中华人民共和国河北省保定市莲池区下辖的一个乡镇级行政单位。

## 行政区划
中华路街道下辖以下地区：
后平嘉胡同社区、大纪家胡同社区、琅瑚街社区、王家楼社区、北关大街社区、新北街社区、东升街社区、双胜街社区和北关村。